# 段汝霖
段汝霖，清朝政治人物。湖北漢陽縣人。
段汝霖為舉人出身。乾隆四年（1739年）五月，出任湖南永順府龍山縣知縣。乾隆二十一年（1756年）接替李士遴任建宁府知府一职，乾隆二十九年(1764年)由詹易接任。